# Saint-Aventin
Saint-Aventin è un comune francese di 93 abitanti situato nel dipartimento dell'Alta Garonna nella regione dell'Occitania.

## Società

### Evoluzione demografica
Abitanti censiti